# Naturschutzgebiet Krummbeck
Koordinaten: 51° 35′ 12″ N, 6° 47′ 42″ O
Das Naturschutzgebiet Krummbeck liegt auf dem Gebiet der Stadt Dinslaken im Kreis Wesel in Nordrhein-Westfalen. Das Gebiet erstreckt sich nordöstlich der Kernstadt Dinslaken und südöstlich von Bruckhausen, einem Ortsteil der Gemeinde Hünxe, entlang der westlich verlaufenden A 3. Am nördlichen Rand des Gebietes verläuft die Landesstraße L 462 und östlich die L 397.

## Bedeutung
Für Dinslaken ist seit 1993 ein rund 59,0 ha ha großes Gebiet unter der Kenn-Nummer WES-056 als Naturschutzgebiet ausgewiesen. 